# Mieke Suys
Mieke Suys, née le 15 février 1968 à Gand, est une triathlète professionnelle belge, double championne de Belgique (1993, 1997).

## Biographie
Mieke Suys habite Lovendegem et est pompier professionnel à Gand.

## Palmarès
Le tableau présente les résultats les plus significatifs (podium) obtenus sur le circuit national et international de triathlon depuis 1993,.
| Année | Compétition                              | Pays       | Position           | Temps           |
| ----- | ---------------------------------------- | ---------- | ------------------ | --------------- |
| 2005  | Coupe d'Europe - l'étape d'Eilat         | Israël     | Médaille de bronze | 2 h 19 min 50 s |
| 2005  | ITU Prestige Event à Echternach          | Luxembourg | Médaille de bronze | 2 h 3 min 25 s  |
| 2004  | Triathlon international de Nice          | France     | Médaille de bronze | 7 h 24 min 55 s |
| 2003  | Coupe d'Europe - l'étape de Schliersee   | Allemagne  | Médaille de bronze | 2 h 25 min 10 s |
| 2003  | Coupe d'Europe - l'étape d'Echternach    | Luxembourg | Médaille d'argent  | 1 h 58 min 13 s |
| 2003  | Coupe d'Europe - l'étape de Holten       | Pays-Bas   | Médaille de bronze | 2 h 4 min 43 s  |
| 1999  | Triathlon international de Nice          | France     | Médaille de bronze | 6 h 58 min 30 s |
| 1999  | Coupe d'Europe - Classement Général      |            | Médaille d'or      | 410 Points      |
| 1999  | Coupe d'Europe - l'étape de Karlovy Vary | Tchéquie   | Médaille d'or      | 2 h 17 min 16 s |
| 1999  | Coupe d'Europe - l'étape de Schliersee   | Allemagne  | Médaille d'or      | Timing          |
| 1998  | Coupe du monde - l'étape de Corner Brook | Canada     | Médaille de bronze | 2 h 9 min 58 s  |
| 1997  | Coupe du monde - l'étape d'Embrun        | France     | Médaille d'or      | 2 h 21 min 43 s |
| 1997  | Championnats de Belgique de triathlon    | Belgique   | Médaille d'or      | Timing          |
| 1997  | Coupe du monde - l'étape de Tiszaújváros | Hongrie    | Médaille de bronze | 2 h 0 min 48 s  |
| 1997  | Coupe du monde - l'étape de Stockholm    | Suède      | Médaille de bronze | 2 h 2 min 51 s  |
| 1996  | Championnat d'Europe                     | Hongrie    | Médaille d'argent  | 2 h 0 min 47 s  |
| 1993  | Championnats de Belgique de triathlon    | Belgique   | Médaille d'or      | 2 h 6 min 58 s  |